# NGC 7705
NGC 7705 is een lensvormig sterrenstelsel in het sterrenbeeld Vissen. Het hemelobject werd op 27 oktober 1864 ontdekt door de Duitse astronoom Albert Marth.

## Synoniemen
- ZWG 407.13
- NPM1G +04.0614
- PGC 71811